# 勝利號
《勝利號》（：／）是一部2021年上映的韓國太空冒險電影，由《狼少年》、《偵探洪吉童：消失的村莊》的導演趙聖熙執導，宋仲基、金泰梨、陳善奎和柳海真主演，為韓國首部太空大片，也是首部同時獲提名雨果獎和星雲獎的韓國電影。因新冠疫情影响，电影最终放弃在院线上映，於2021年2月5日在Netflix上線。

## 故事
故事的背景是2092年的未来，地球已成为一颗黯淡的星球，渐渐地荒凉以至人类无法居住，大型跨国公司UTS建立了类似地球的太空殖民地，这是人类进入太空卫星轨道的新家。除了选定的5％公民外，非公民要么留在荒凉的地球上，要么成为太空工作者。
四个边缘人驾驶着胜利号这艘宇宙飞船在漫无边际的宇宙中打捞值钱的太空垃圾。在一次事件中发现一名小女孩，在意识到她可能是被宇宙警察通缉的大规模杀伤性武器机器人之后，四人决定以她换取赎金，然而却在过程中发掘了许多惊天动地的秘密。

## 演員陣容

### 主要人物
- 宋仲基 飾演 金泰浩
- 金泰梨 飾演 張賢淑
- 陳善奎 飾演 朴慶秀
- 柳海真 飾演 機器人巴博斯

### 其他人物
- 李察·阿米塔吉 飾演 詹姆斯·蘇利文
- 金武烈 飾演 姜賢宇
- 朴藝鄰 飾演 花兒／桃樂絲
- 吳智律 飾演 金順伊
- 阿努帕姆·特里帕蒂 飾演 蘇利文的秘書

### 特別出演
- 金香起 飾演 女巴博斯

## 製作
電影早期名為《電弧》（번개호）。在電影發行前十年左右，趙聖熙開始編寫故事，此前有一位朋友與他談論了太空垃圾的危險，「它始於太空旅行者收集太空垃圾的想法。聽說了這些快速移動的碎片如何增長並導致太空碰撞，意識到這個問題已經在動畫和遊戲中得到了解決，但電影從來沒有。」趙成熙想知道擁有頑強思想的韓國人將如何解決這個問題。
2019年5月，中國跨國娛樂公司华谊兄弟為該片投資了420萬美元。視覺特效公司德克斯特工作室被聘來製作後期特效，該公司先前曾參與《與神同行》（2017年）和《白頭山：半島浩劫》（2019年）。

## 發行
2019年1月3日，由趙聖熙导演准备了10年的太空科幻片《胜利号》获韩国电影投资发行商Merry Christmas初始投资200亿韩元，正式进入准备阶段。
2019年5月27日，电影投资发行商Merry Christmas宣布已与香港华谊腾讯娱乐就《胜利号》达成50亿元的投资协议。通过这笔投资，华谊腾讯娱乐将获得该片的股份，以及影片在中国大陆地区的发行权。
2020年4月23日，《胜利号》主投资方Merry Christmas与中国香港企业宏寰集团子公司宏寰文化传播有限公司 World Universal Culture Limited 就电影《胜利号》签订了投资合同。电影投资发行公司表示《胜利号》将从电影开始，将这一IP拓展至网络漫画、电视剧、游戏等多个领域中，宏寰文化传播有限公司也将参与其中。
2020年9月16日，华谊兄弟将描绘了在星球之间穿梭的冒险故事、韩国影史上首部科幻巨制《胜利号》纳入“H计划”第七季片单5大篇章的远瞻国际视野篇章。
2020年11月20日，因2019冠狀病毒病疫情两度延期上映的电影《胜利号》最终选择放弃了线下影院，改由Netflix独家放映。网飞将为该片配制31个语言的字幕在全球约190个国家和地区播出。
电影投资发行公司Merry Christmas以电影《胜利号》的独家公开为条件，与网飞签订了310亿韩元的发行合同，确保了70亿韩元收益。
2021年1月6日，《胜利号》发布网飞版预告片和海报，并正式定档2月5日上线。

### 2019冠狀病毒病疫情影响
《胜利号》原定计划2020年韩国暑期档上映，但因为2019冠狀病毒病疫情而将上映日期推迟到了秋季。 2020年8月3日，《胜利号》电影发行公司发布《胜利号》的最新预告片并宣布该片将于9月23日上映。
2020年8月27日，由于韩国疫情扩散，社会距离等级提高后再次无限期推迟上映。此次是该电影第二次延期上映。2020年11月，因2019冠狀病毒病疫情导致的影视寒冬继续扩大，韩国各大电影业者陆续宣布调涨票价及减少直营电影院 ，《胜利号》最终放弃在影院上映，将通过Netflix在全球190多个国家和地区同步播出。

### 反响
《胜利号》在Netflix上映首日，便登上Netflix全球热度榜冠军，并在16个国家地区获得第一。随后连续5天登上Netflix全球热度榜冠军，获得29个国家地区第一，跻身80多个国家和地区的Netflix十大热播榜。Netflix在2021年第一季度财报中透露，《胜利号》上映仅28天内，在全球吸引超过2600万户付费订阅家庭观看。

## 漫画
2020年5月27日《胜利号》由知名漫画家「洪作家」所绘制，以漫画方式在韩国线上漫画平台 KakaoPage 和 Daum webtoon 发布，每周三连载。网漫版在剧情上将有40%为全新内容，从电影现有世界观和人物设定上延伸出不同的故事。漫画因一开始描绘了主人公泰浩身为UTS机动队王牌队员的生活，而被视为电影《胜利号》的前传。

## 獎項榮譽
| 年份   | 頒獎典禮               | 獎項                            | 入圍者           | 結果 |
| ------ | ---------------------- | ------------------------------- | ---------------- | ---- |
| 2021年 | 第57屆百想藝術大獎     | 电影部門 最佳艺术奖 (VFX)       | 鄭成鎭、鄭哲珉   | 獲獎 |
| 2021年 | 第15屆亞洲電影大獎     | 最佳造型設計獎                  | 趙相慶、郭貞愛   | 提名 |
| 2021年 | 第15屆亞洲電影大獎     | 最佳視覺效果獎                  | 鄭成鎭、鄭哲珉   | 提名 |
| 2021年 | 第15屆亞洲電影大獎     | 最佳音響獎                      | 崔泰英           | 提名 |
| 2021年 | 第30屆釜日電影獎       | 最佳摄影獎                      | 最佳摄影獎       | 提名 |
| 2021年 | 第30屆釜日電影獎       | 最佳配乐獎                      | 最佳配乐獎       | 提名 |
| 2021年 | 第30屆釜日電影獎       | 最佳技术獎 (VFX)                | 最佳技术獎 (VFX) | 獲獎 |
| 2021年 | 第41屆韩国影评人协会獎 | 最佳技术獎 (VFX)                | 最佳技术獎 (VFX) | 獲獎 |
| 2021年 | 第41屆韩国影评人协会獎 | 十佳电影獎                      | 十佳电影獎       | 獲獎 |
| 2021年 | 第16屆韩国大学电影节   | 年度电影                        | 年度电影         | 獲獎 |
| 2021年 | 第26屆春史電影節       | 最佳导演獎                      | 趙聖熙           | 獲獎 |
| 2021年 | 第26屆春史電影節       | 最佳男主角獎                    | 宋仲基           | 獲獎 |
| 2021年 | 第42屆青龍電影獎       | 最佳导演獎                      | 趙聖熙           | 提名 |
| 2021年 | 第42屆青龍電影獎       | 最佳男主角獎                    | 宋仲基           | 提名 |
| 2021年 | 第42屆青龍電影獎       | 最佳男配角獎                    | 陳善奎           | 提名 |
| 2021年 | 第42屆青龍電影獎       | 最优秀作品獎                    | 最优秀作品獎     | 提名 |
| 2021年 | 第42屆青龍電影獎       | 最佳摄影照明獎                  | 最佳摄影照明獎   | 提名 |
| 2021年 | 第42屆青龍電影獎       | 最佳剪辑獎                      | 最佳剪辑獎       | 提名 |
| 2021年 | 第42屆青龍電影獎       | 最佳美术獎                      | 最佳美术獎       | 提名 |
| 2021年 | 第42屆青龍電影獎       | 最佳技术獎 (VFX)                | 最佳技术獎 (VFX) | 獲獎 |
| 2021年 | 第42屆青龍電影獎       | 人气獎                          | 宋仲基           | 獲獎 |
| 2022年 | 星云奖                 | 雷·布雷德伯里星云奖最佳戏剧表现 | 趙聖熙           | 提名 |
| 2022年 | 雨果奖                 | 最佳长篇戏剧表现                | 趙聖熙           | 提名 |

## 外部連結
- Daum上《勝利號》的資料

- 韩国电影数据库（KMDb）上《勝利號》的資料
- 互联网电影数据库（IMDb）上《勝利號》的资料（英文）
- 《勝利號》在HanCinema的页面（英文）